# عبده السروجي
عبده السروجي (1 يناير 1911 - 13 ديسمبر 1978)، مغني مصري. هو جد الممثل أحمد السقا من ناحية الأم، وغنى في أوبريت الليلة الكبيرة .
مطرب مصري اسمه هو حافظ أحمد حسن ومواليد القاهرة 1908 بقلعة الكبش مارس الغناء في الأفراح وامتهن الصحافة حيث كان من أمهر وأنشط متعهّدي تلك المهنة ومنذ شهرتة في الثلاثينيات وهو لا تخلو حياتة الفنية من الصراع الفني بينه وبين مُطربي عصره ومنهم إبراهيم حمودة وعبد الغني السيد ومحمد أمين ومحمد عبد المطلب وأحمد عبد القادر وعباس البليدي ومحمد فوزي وشهرته في تلك الفترة جعلت من أم كلثوم أن تستعين به كصوت وأيضا وصورة ليغني ضمن أحداث الفيلم أغنية على بلد المحبوب ودّيني وذلك في فيلم وداد عام 1936 ورقمه 53 في تاريخ السينما ولكن أم كلثوم عندما شعرت بالشهرة لتلك اللحن الذي وضعة رياض السنباطى ولم يسبق له التعامل لحنيا معها وفعلا طلبت منه وهو الوحيد صاحب اللحنان تسجله وتطبعه في الإسطوانات وبالطبع تغنيها من خلال الإذاعات المصرية وأيضا العربية وبالفعل اشتهرت الأغنية من خلال صوت أم كلثوم وبعد ذلك غنّى عبدة السروجي من خلال السينما المصرية إلا من عدد قليل ومن أفلامه والتي غنى من خلالها ملكة المسارح أمام بديعة مصابنى والتب اشترك معها بالغناء عام 1936 وعاش بقية حياته في مسكنة بحي عابدين بالقاهرة مبتعدا عن الإذاعة لفترة كبيرة وحتى وفاته في 6 يونيو 1978

## أشهر أغانيه
- غريب الدار عليا جار زماني
- بكت في إيديا الشموع
- غنيت على عودي
- النهاردة العيد عيد علينا سعيد
- مســحراتي
- على بلدي المحبوب
- الفجر لاح والطير غنى
- يا نيل هدية وأكتر شوية يا شهد صافي والاسم ميه

## أفلام شارك بها
- يا مؤمنين بالله
- نجف (1946)
- أحلام الحب (1945)
- بين نارين (1945)
- من الجاني (1944)
- حب من السماء (1943)
- وادي النجوم (1943)
- أهلا أهلا يا رمضان(1944)
- حياة الظلام (1940)

## وصلات خارجية
- عبده السروجي على موقع الدهليز
- عبده السروجي على موقع قاعدة بيانات الأفلام العربية
- عبده السروجي على موقع ديسكوغز (الإنجليزية)